# 19. ročník udílení Nickelodeon Kids' Choice Awards
19. ročník Nickelodeon Kids' Choice Awards se konal 1. dubna 2006 v Pauley Pavilion v Los Angeles. Moderování se ujal herec Jack Black. V průběhu večera vystoupili Chris Brown, Bow Wow a Pink.

## Vítězové a nominovaní

### Film

#### Nejoblíbenější film
- Harry Potter a Ohnivý pohár
- Už jsme tam?
- Karlík a továrna na čokoládu
- Můj auťák Brouk

#### Nejoblíbenější filmová herečka
- Lindsay Lohan  (Můj auťák Brouk)
- Jessica Alba (Fantastická čtyřka)
- Drew Barrymoreová (Fotbalové opojení)
- Dakota Fanning  (Snílek)

#### Nejoblíbenější filmový herec
- Will Smith  (Hitch: Lék pro moderního muže)
- Jim Carrey (Finty Dicka a Jane)
- Johnny Depp  (Karlík a továrna na čokoládu)
- Ice Cube  (Už jsme tam?)

#### Nejoblíbenější animovaný film
- Madagaskar
- Strašpytlík
- Roboti
- Wallace & Gromit: Prokletí králíkodlaka

#### Nejoblíbenější hlas z animovaného filmu
- Chris Rock jako Marty (Madagaskar)
- Johnny Depp  jako Victor Van Dort (Mrtvá nevěsta Tima Burtona)
- Ben Stiller jako Alex (Madagaskar)
- Robin Williams jako Fenger (Roboti)

### Televize

#### Nejoblíbenější televizní seriál
- Drake a Josh
- American Idol
- Faktor strachu
- That's So Raven

#### Nejoblíbenější televizní herec
- Drake Bell  (Drake & Josh)
- Ashton Kutcher (Zlatá sedmdesátá a Napálené celebrity)
- Bernie Mac (The Bernie Mac Show)
- Lil' Romeo (Romeo!)

#### Nejoblíbenější televizní herečka
- Jamie Lynn Spears (Zoey 101)
- Eve (Eve)
- Jennifer Love Hewitt (Posel ztracených duší)
- Raven-Symoné  (That's So Raven)

#### Nejoblíbenější animovaný seriál
- SpongeBob v kalhotách
- Dobrodružství Jimmyho Neutrona, malého génia
- Kouzelní kmotříčci
- Simpsonovi

### Hudba

#### Nejoblíbenější zpěvačka
- Kelly Clarkson
- Mariah Carey
- Hilary Duff
- Alicia Keys

#### Nejoblíbenější zpěvák
- Jesse McCartney
- Bow Wow
- Nelly
- Will Smith

#### Nejoblíbenější skupina
- Green Day
- Backstreet Boys
- The Black Eyed Peas
- Destiny's Child

#### Nejoblíbenější písnička
- "Wake Me Up When September Ends" - Green Day
- "Hollaback Girl"  - Gwen Stefani
- "We Belong Together"  - Mariah Carey
- "1, 2 Step"  - Ciara

### Další

#### Nejoblíbenější sportovec
- Lance Armstrong
- Allen Iverson
- Shaquille O'Neal
- Alex Rodriguez

#### Nejoblíbenější kniha
- Harry Potter
- Letopisy Narnie
- The Giving Tree
- Řada nešťastných příhod

#### Nejoblíbenější videohra
- Madagascar: Operation Penguin
- The Incredibles: Rise of the Underminer
- Madden NFL 2006
- Mario Superstar Baseball

### Wannabe
- Chris Rock